# Ветерінгбрюг
Ветерінгбрюг (нід. Weteringbrug) — село в нідерландській провінції Північна Голландія. Входить до муніципалітету Гарлеммермер.
Його площа становить 2,59 км², а населення станом на 2021 рік складало 375 осіб.
Перша згадка про населений пункт датується 1936 роком.

## Галерея

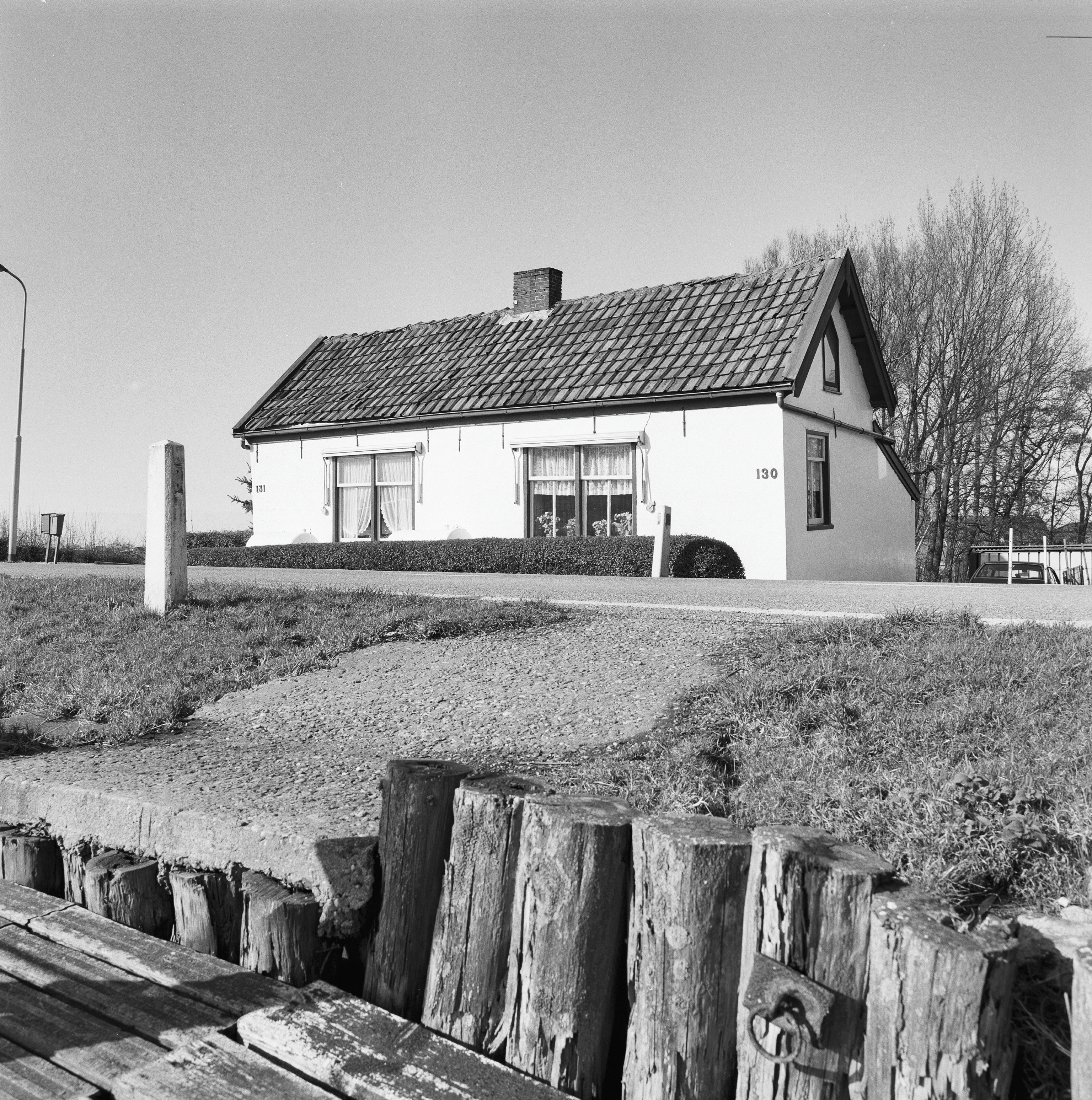
Будинок у Ветерінгбрюзі
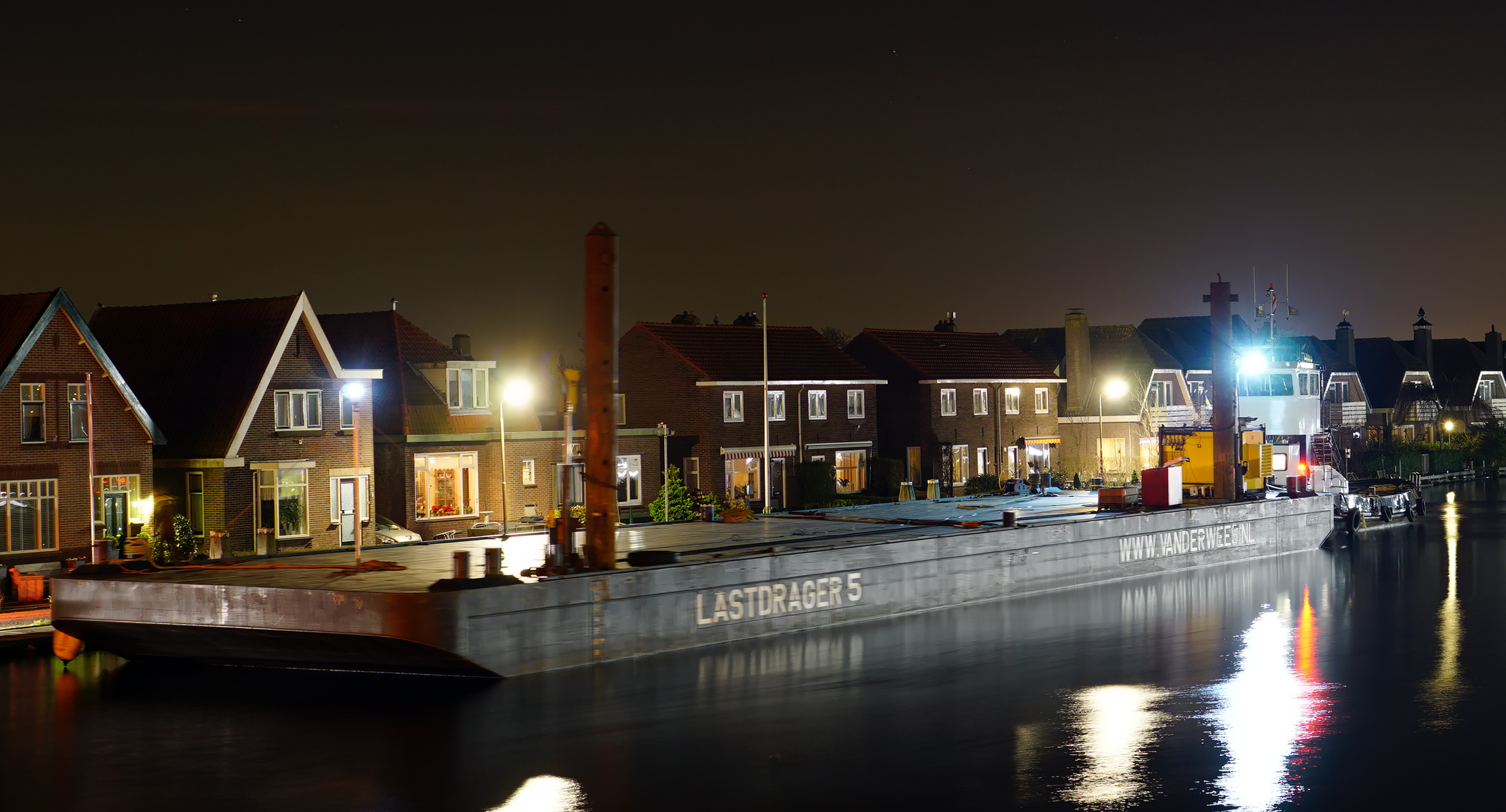
Вид на канал уночі